# 魔族紳士
魔族紳士（日语：モズベッロ），是日本純種競賽馬匹。生涯活躍於中長途賽事，曾於2020年勝出日經新春盃。

## 出賽前
2016年4月7日出生於北海道新冠町村田牧場，成長途中於拍賣會上被馬主公司Capital System以1242萬日圓購入。
其後交由栗東訓練中心練馬師森田直行訓練。

## 競賽生涯

### 3歲
2019年1月20日出戰中京競馬場3歲新馬戰，後上之下取得第四的戰績。
2月9日出戰3歲未勝利戰，本次比賽採用領放的戰績下於直路成功保持和後方的距離，最終以1/2馬位優勢取得首勝。
其後出戰若葉錦標及京都新聞盃，分別以第五及第九落敗。
完成首次分級賽的挑戰後，其重返捷馬戰級別的賽事，並於三戰中取得一冠兩亞的優秀戰績。
9月跳級挑戰二級賽聖烈特紀念，但一直保持於隊伍最後方下無法衝出，最終以第十七名大敗。
年末再度重返捷馬戰，並取得一冠一殿的戰績。

### 4歲
2020年年初再度跳級挑戰日經新春盃，賽前獲得第二人氣。比賽開始後，其保持於約莫第十的靠後位置展開推進，並於對面直路尾端開始有外檔位置加速。進入直路後，其由中檔位置瞬間殺上，超越前方對手後繼續彈離後方的賽駒，最終以2 1/2馬位優勢取得首個分級賽冠軍。
其後出戰日經賞，雖然於其中再度發揮出色的加速力僅敗於覓奇燕子取得亞軍，但於其後的春季天皇賞中以第七落敗。
6月28日出戰寶塚紀念，因於春季天皇賞的大敗而僅獲第十二人氣。比賽開始後，其於中團靠後位置緩慢展開推進，於通過最後彎道時再度提早加速。進入直路後，其展現出對黏地的適應性，雖然一直未能迫近前方的創世駒及神業，但仍然可以衝出至先頭的位置，最終扭轉評價以第三完賽。
進入秋季後，其於返回栗東訓練中心備戰時在離開運馬車的一刻突然暴走，左後腳受傷下需要進入休養。
年末重返賽場挑戰有馬紀念，然而狀態尚未回復下以第十五大敗。

### 5歲
2021年於年初出戰美國賽馬會盃及京都紀念仍然處於低迷的狀態，最終分別跑獲第五及第八的慘淡戰績。
4月4日出戰大阪盃，比賽初段保持於靠後的位置，但於通過第三彎道後隨即衝出並進佔先頭部隊之中。進入直路後，其再度展現出其於軟地上的表現，不斷加速之下超越鐵鳥翱天及放聲歡呼等對手，最終僅敗於領放馬麗冠花環取得亞軍。
6月繼續於中距離賽事挑戰，但於寶塚紀念中僅取得第八的戰績。
進入秋季後其於起動戰京都大賞典以第十三大敗，其後出戰所有秋季古馬三冠賽事，但均未能發揮出優秀的表現。

### 6歲
進入2022年後，陣營表示其出現肌腱炎的徵狀需要長期休養，最終跳過了整個6歲生涯。

### 7歲
2023年於中山紀念復出，為其時隔1年2個月再度踏上賽場，然而最終以第十大敗。
其後繼續於各大分級賽中征戰，但最佳成績僅為新潟大賞典中的第四。
以於寶塚紀念以第十四大敗後，其肌腱炎的問題再度復發，最終於相關人士商討下決定安排其退役。

### 詳細賽績
| 日期       | 舉辦國家 | 馬場 | 距離   | 級別 | 賽事名稱      | 負重 | 騎師       | 馬號 | 出馬 | 名次 | 時間   | 頭馬（二馬）      |
| ---------- | -------- | ---- | ------ | ---- | ------------- | ---- | ---------- | ---- | ---- | ---- | ------ | ----------------- |
| 20/1/2019  | 日本     | 中京 | 草2000 |      | 3歲新馬       | 55   | 川又賢治   | 7    | 18   | 4    | 2:03.9 | Cool Water        |
| 9/2/2019   | 日本     | 京都 | 草1800 |      | 3歲未勝利     | 56   | 杜滿萊     | 4    | 11   | 1    | 1:49.3 | （杏濃酒）        |
| 16/3/2019  | 日本     | 阪神 | 草2000 | L    | 若葉錦標      | 56   | 和田龍二   | 2    | 10   | 5    | 2:02.9 | 好快手            |
| 4/5/2019   | 日本     | 京都 | 草2200 | GII  | 京都新聞盃    | 56   | 藤井勘一郎 | 14   | 14   | 9    | 2:13.2 | 怡樂赤駿          |
| 26/5/2019  | 日本     | 京都 | 草1800 | L    | 白百合S       | 56   | 松岡正海   | 7    | 10   | 2    | 1:47.7 | 赤風女俠          |
| 23/6/2019  | 日本     | 阪神 | 草1800 |      | 出石特別      | 54   | 杜滿萊     | 7    | 14   | 2    | 1:46.0 | Coup de Maitre    |
| 20/7/2019  | 日本     | 中京 | 草2200 |      | 3歲以上一捷馬 | 54   | 杜滿萊     | 11   | 12   | 1    | 2:13.3 | （Danon Valiant） |
| 16/9/2019  | 日本     | 中山 | 草2200 | GII  | 聖烈特紀念    | 56   | 杜滿萊     | 6    | 18   | 17   | 2:13.8 | Lion Lion         |
| 23/11/2019 | 日本     | 京都 | 草2400 |      | 高雄特別      | 54   | 松山弘平   | 7    | 8    | 1    | 2:26.4 | （里見天狼）      |
| 21/12/2019 | 日本     | 中山 | 草2500 |      | 感恩錦標      | 54   | 横山武史   | 8    | 16   | 4    | 2:35.7 | 粉葉薔薇          |
| 19/1/2020  | 日本     | 京都 | 草2400 | GII  | 日經新春盃    | 52   | 池添謙一   | 6    | 14   | 1    | 2:26.9 | （Red Leon）      |
| 28/3/2020  | 日本     | 中山 | 草2500 | GII  | 日經賞        | 56   | 池添謙一   | 10   | 14   | 2    | 2:33.1 | 覓奇燕子          |
| 3/5/2020   | 日本     | 京都 | 草3200 | GI   | 春季天皇賞    | 58   | 池添謙一   | 1    | 14   | 7    | 3:17.4 | 氣自豪            |
| 28/6/2020  | 日本     | 阪神 | 草2200 | GI   | 寶塚紀念      | 58   | 池添謙一   | 12   | 18   | 3    | 2:15.3 | 創世駒            |
| 27/1/2021  | 日本     | 中山 | 草2500 | GI   | 有馬紀念      | 57   | 田邊裕信   | 11   | 16   | 15   | 2:38.2 | 創世駒            |
| 24/1/2021  | 日本     | 中山 | 草2200 | GII  | 美國賽馬會盃  | 56   | 北村宏司   | 10   | 17   | 5    | 2:18.3 | 大哲學家          |
| 14/2/2021  | 日本     | 阪神 | 草2200 | GII  | 京都紀念      | 56   | 三浦皇成   | 8    | 11   | 8    | 2:11.2 | 唯獨愛你          |
| 4/4/2021   | 日本     | 阪神 | 草2000 | GI   | 大阪盃        | 57   | 池添謙一   | 1    | 13   | 2    | 2:02.3 | 麗冠花環          |
| 27/6/2021  | 日本     | 阪神 | 草2200 | GI   | 寶塚紀念      | 58   | 池添謙一   | 13   | 13   | 8    | 2:12.2 | 創世駒            |
| 10/10/2021 | 日本     | 阪神 | 草2400 | GII  | 京都大賞典    | 56   | 池添謙一   | 4    | 14   | 13   | 2:26.7 | 豐收節            |
| 31/10/2021 | 日本     | 東京 | 草2000 | GI   | 秋季天皇賞    | 58   | 池添謙一   | 3    | 16   | 13   | 1:59.3 | 樂透心            |
| 28/11/2021 | 日本     | 東京 | 草2400 | GI   | 日本盃        | 57   | 池添謙一   | 13   | 18   | 13   | 2:26.5 | 鐵鳥翱天          |
| 29/12/2021 | 日本     | 中山 | 草2500 | GI   | 有馬紀念      | 57   | 池添謙一   | 3    | 16   | 8    | 2:33.5 | 樂透心            |
| 26/2/2023  | 日本     | 中山 | 草1800 | GII  | 中山記念      | 57   | 大野拓彌   | 10   | 14   | 10   | 1:48.1 | 滂薄無比          |
| 2/4/2023   | 日本     | 阪神 | 草2000 | GI   | 大阪盃        | 58   | 西村淳也   | 3    | 16   | 12   | 1:58.2 | 金積驥            |
| 7/5/2023   | 日本     | 新潟 | 草2000 | GIII | 新潟大賞典    | 57.5 | 角田大和   | 8    | 16   | 4    | 2:05.6 | 空手道            |
| 3/6/2023   | 日本     | 阪神 | 草2000 | GIII | 鳴尾紀念      | 57   | 幸英明     | 5    | 15   | 6    | 1:59.4 | 皇庭譜曲          |
| 25/6/2023  | 日本     | 阪神 | 草2200 | GI   | 寶塚紀念      | 58   | 角田大河   | 16   | 17   | 14   | 2:12.6 | 春秋分            |

## 退役後
退役後，魔族紳士並未入種，而是於兵庫縣南淡路市柊樹Stable休養，在2023年作為乘騎馬及訓練馬工作。

## 血統簡介
父系華麗輝煌為日本賽駒，曾於2014年勝出東京優駿（日本打吡）。祖父大震撼爲日本賽駒，爲日本賽馬史上第二匹無敗三冠馬，生涯出戰十四場賽事僅得兩場未能勝出，退役後配種成績亦極爲優秀。
母系Harlan's Ruby為美國賽駒，生涯戰績不俗，曾於一級賽Alcibiades錦標中跑獲第二。外祖父哈倫假期亦為美國賽駒，生涯戰績優秀，曾勝出佛羅里達打吡、必利時錦標及多恩讓賽三項一級賽。

### 血統表
| 父線：週日寧靜系（Halo系）            |                                 |                    |                   |
| 種馬 華麗輝煌 2009年（棗色）          | 大震撼 2002年（棗色）           | 週日寧靜           | Halo              |
| 種馬 華麗輝煌 2009年（棗色）          | 大震撼 2002年（棗色）           | 週日寧靜           | Wishing Well      |
| 種馬 華麗輝煌 2009年（棗色）          | 大震撼 2002年（棗色）           | 風中秀髮           | Alzao             |
| 種馬 華麗輝煌 2009年（棗色）          | 大震撼 2002年（棗色）           | 風中秀髮           | Burghclere        |
| 種馬 華麗輝煌 2009年（棗色）          | Love and Bubbles 2001年（棗色） | Loup Sauvage       | 河人              |
| 種馬 華麗輝煌 2009年（棗色）          | Love and Bubbles 2001年（棗色） | Loup Sauvage       | Louveterie        |
| 種馬 華麗輝煌 2009年（棗色）          | Love and Bubbles 2001年（棗色） | Bubble Dream       | Akarad            |
| 種馬 華麗輝煌 2009年（棗色）          | Love and Bubbles 2001年（棗色） | Bubble Dream       | Bubble Prospector |
| 繁殖雌馬 Harlan's Ruby 2008年（棗色） | 哈倫假期 1999年（栗色）         | Harlan             | 雷貓              |
| 繁殖雌馬 Harlan's Ruby 2008年（棗色） | 哈倫假期 1999年（栗色）         | Harlan             | Country Ramance   |
| 繁殖雌馬 Harlan's Ruby 2008年（棗色） | 哈倫假期 1999年（栗色）         | Christmas in Aiken | Affirmed          |
| 繁殖雌馬 Harlan's Ruby 2008年（棗色） | 哈倫假期 1999年（栗色）         | Christmas in Aiken | Dowager           |
| 繁殖雌馬 Harlan's Ruby 2008年（棗色） | Smiling Eyes 2000年（深棗色）   | Saint Ballado      | Halo              |
| 繁殖雌馬 Harlan's Ruby 2008年（棗色） | Smiling Eyes 2000年（深棗色）   | Saint Ballado      | Ballade           |
| 繁殖雌馬 Harlan's Ruby 2008年（棗色） | Smiling Eyes 2000年（深棗色）   | Westeren Lady      | Gone West         |
| 繁殖雌馬 Harlan's Ruby 2008年（棗色） | Smiling Eyes 2000年（深棗色）   | Westeren Lady      | Quna              |
| 雌系：號族：4-k                       |                                 |                    |                   |
| 五代內近親交配：Halo 4×5×4            |                                 |                    |                   |

## 命名由來
名字中，Mozu（モズ）是馬主Capital System之冠名，为日語中對百舌鳥的稱呼，來自Capital System代表北側雅司的出生地大阪府堺市中的百舌鳥古墳群，香港則以音譯「魔族」作为其翻譯，Bello（ベッロ）於意大利語中，則帶有「帥氣」、「紳士」等意思。

## 外部連結
- 魔族紳士 netkeiba.com （页面存档备份，存于）
- 血統表 （页面存档备份，存于）